# Anni Sinnemäki

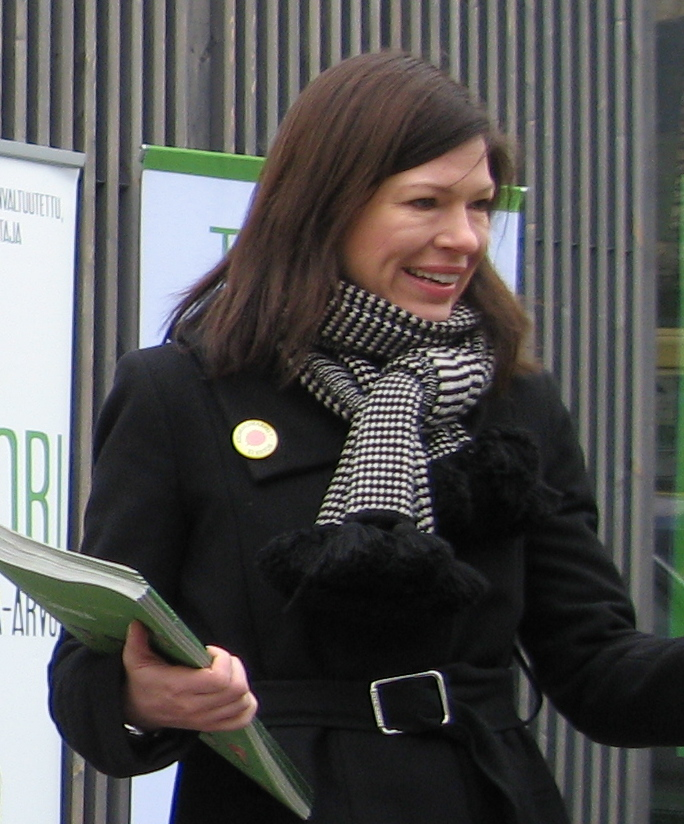
Anni Sinnemäki (2011)

Anni Sinnemäki (* 20. Juli 1973 in Helsinki) ist eine finnische Politikerin der Partei Grüner Bund.

## Leben
Sinnemäki studierte russische Literatur an der Universität Helsinki.
Von 1999 bis 2015 war Sinnemäki Abgeordnete im finnischen Parlament. Von 2009 bis 2011 war sie sowohl Arbeitsministerin in den Kabinetten Vanhanen II und Kiviniemi als auch Parteivorsitzende, beides als Nachfolgerin von Tarja Cronberg. Mit ihrer Wahl zur Stellvertretenden Stadtdirektorin für Stadtplanung und Immobilien von Helsinki verließ sie 2015 das Parlament.
Sinnemäki war neben ihrer politischen Tätigkeit Liedtexterin für die finnische Musik-Band Ultra Bra. Ihre Tochter Siiri wurde 1990 geboren.